# Guns N' Roses (EP)
Guns N' Roses (EP) es el segundo EP por Guns N' Roses, lanzado después de Live ?!*@ Like a Suicide, fue lanzado solo en Japón. Es conocido como Live from the Jungle, llamado así porque parte del texto largo rojo en el álbum, se puede leer «raibu furomu za janguru», que significa «live from the jungle». Esta es una referencia a la canción «Welcome to the Jungle», aunque la canción no aparece en el EP. La grabación fue lanzada en LP, casete, y CD.
Las canciones uno, cuatro y cinco fueron grabadas en vivo en Marquee Club en Londres en el 28 de junio de 1987. Las canciones dos y tres suenan como si hubieran sido grabadas en vivo, pero en realidad son canciones de estudio con sonidos de multitud. La canción número seis es la versión de estudio de Appetite for Destruction.

## Lista de canciones
| N.º | Título                                             | Escritor(es)                          | Note(s)                                                                         | Duración |  |
| 1.  | «It's So Easy»                                     | Guns N' Roses, West Arkeen            | En vivo                                                                         | 3:58     |  |
| 2.  | «Shadow of Your Love»                              | Axl Rose, Izzy Stradlin               | Falsa grabación en vivo (pista de estudio con ruidos de multitud sobregrabados) | 3:07     |  |
| 3.  | «Move to the City»                                 | Stradlin, Del James, Chris Weber      | Misma versión de Live ?!*@ Like a Suicide y G N' R Lies                         | 3:46     |  |
| 4.  | «Knockin' on Heaven's Door» (Versión de Bob Dylan) | Bob Dylan                             | En vivo                                                                         | 4:41     |  |
| 5.  | «Whole Lotta Rosie» (Versión de AC/DC)             | Angus Young, Malcolm Young, Bon Scott | En vivo                                                                         | 4:32     |  |
| 6.  | «Sweet Child O' Mine»                              | Axl Rose                              | Misma versión de Appetite for Destruction                                       | 5:56     |  |

## Personal

### Banda
- Axl Rose: voz principal
- Izzy Stradlin: guitarra rítmica y coros
- Duff McKagan: bajo y coros
- Saul "Slash" Hudson: guitarra solista
- Steven Adler: batería y percusión

- Datos: Q1028824